# Maximilian Philipp
Maximilian Philipp (Berlim, 1 de março de 1994) é um futebolista alemão que atua como atacante. Atualmente, joga pelo Freiburg.

## Carreira

### Freiburg
Em 2012, Philipp assinou com o Freiburg. Estreou em 5 de abril de 2014, num jogo da Bundesliga contra o Stuttgart, entrando no minuto 90.
Marcou seu primeiro gol pelo Freiburg contra o Hertha Berlim em 15 de fevereiro de 2015, em partida válida novamente pela Bundesliga, vencendo a partida por 2–0.

### Borussia Dortmund
Em 7 de junho de 2017, Philipp assinou um contrato de 5 anos com o Borussia Dortmund. A taxa de transferência foi datada em vinte milhões de euros, pagos ao Freiburg. Michael Zorc, diretor de futebol do Borussia Dortmund, descreveu Philipp como "versátil" e "tem um bom chute e tem um futuro fantástico pela frente." Estreou em 6 de agosto de 2017 no empate com o Bayern de Munique por 2–2 (derrota de 5–4 nos pênaltis), em partida válida pela Supercopa da Alemanha, entrando no minuto 90 e convertendo o segundo pênalti do Borussia. Em 19 de agosto, Philipp streou pela primeira vez na Bundesliga como titular, na vitória fora de casa contra o Wolfsburg por 3–0. Em 18 de setembro, fez seus primeiros dois gols, na vitória contra o Köln em casa por 5–0. Em 26 de setembro de 2017, Philipp estreou pela Liga dos Campeões em derrota em casa para o Real Madrid por 3–1.

### Dínamo de Moscou
Em 9 de agosto de 2019, Philipp assinou um contrato de 4 anos com o Dínamo de Moscou. Em 18 de agosto, Philipp marcou pela primeira vez na derrota em casa contra o Lokomotiv Moscou por 2–1. Foi votado jogador do mês de dezembro de 2019 pelos torcedores do Dínamo.

### Empréstimo ao Wolfsburg
Em 2 de outubro de 2020, Philipp retornou à Bundesliga, se juntando ao Wolfsburg num contrato até o final da temporada 2020–21. Em 17 de outubro, Philipp estreou pelo Wolfsburg no empate fora de casa contra o Borussia Mönchengladbach por 1–1, entrando no minuto 89.

## Títulos
Freiburg
- 2. Bundesliga: 2015–16[3]

Alemanha
- Campeonato Europeu Sub-21: 2017[3][16]